# Саид-Гуэрни, Джабир
Джабир Саид-Гуэрни (араб. جابر سعيد جورني‎, род. 29 марта 1977, Алжир) — алжирский бегун-средневик, чемпион мира и бронзовый призёр Олимпийских игр в беге на 800 метров.
Начал заниматься лёгкой атлетикой в 13 лет. Все свои победы одержал на дистанции 800 метров. В 1994 году победил на Гимназиаде, проходившей на Кипре. В 1996 году впервые стал чемпионом Алжира (впоследствии становился чемпионом страны ещё четыре раза), в 1997 году выиграл Панарабские игры в Бейруте. В 1998 году стал бронзовым призёром чемпионата Африки.
В 1999 году победил на Всемирных играх военнослужащих и неожиданно для специалистов завоевал бронзовую медаль на чемпионате мира в Севилье. В этом же году показал свой лучший результат на 800 м (1.43,09), который стал и национальным рекордом. Через год стал бронзовым призёром на Олимпиаде в Сиднее. В 2002 году занял второе место на розыгрыше Кубка мира в Мадриде, а также стал двукратным чемпионом Африки (800 м и эстафета 4×400 м).
Своего главного успеха добился в 2003 году, одержав победу на чемпионате мира в Париже, где на 0,03 секунды опередил Юрия Борзаковского. На Олимпиаде в Афинах занял седьмое место, на чемпионате мира 2005 года — пятое.
Дважды (в 2000 и 2004 годах) являлся знаменосцем делегации Алжира на церемониях открытия летних Олимпийских игр. Завершил спортивную карьеру в 2007 году по причине преследовавших его травм.